# Giuseppe Bonaviri
Giuseppe Bonaviri, né à Mineo, en Sicile, 11 juillet 1924 – Frosinone, 21 mars 2009 , est un médecin, un écrivain et un poète italien contemporain.

## Biographie
Après son enfance à Mineo, Giuseppe Bonaviri part en 1938 à Catane, où il va au lycée et fait ses études de médecine à l'université de Catane.
Il vit ensuite dans le Latium, à Frosinone, au sud de Rome à partir de 1958 comme médecin cardiologue.
Son œuvre a pour décor la Sicile, avec en toile de fond les contes et légendes populaires encore vivaces dans cette île à l'histoire originale, au croisement des cultures grecque, punique, latine, arabe-berbère, normande et hispanique.

## Œuvres traduites en français
- Des nuits sur les hauteurs, Éditions Denoël, Paris, 1973
- La divine forêt, Éditions Denoël, Paris, 1975
- Le fleuve de pierre. Le débarquement de Sicile vu par un enfant, Éditions Denoël, Paris, 1976
- Le tailleur de la grand-rue, Éditions Denoël, Paris, 1978;  Gallimard, Paris, 1989
- Le poids du temps, Éditions Denoël, Paris, 1980
- Le dire céleste précédé de Martedina, Éditions Denoël, Paris, 1982
- Contes sarrasins, Éditions Denoël, Paris, 1985
- Dolcissimo, Gallimard, Paris, 1989
- Ghigò, Hatier, Paris, 1990
- Le murmure des oliviers, Verdier, Paris, 1990
- La dormeveille, Gallimard, Paris, 1993
- O corps soupirant, Arfuyen, Paris, 1994
- Silvinia ou le voyage des égarés, traduit par Jacqueline Bloncourt-Herselin (postface de Giuliano Gramigna traduite par Joël Gayraud), Paris, Mille et une nuits, 1996
- La ruelle bleue, Édition du Seuil, Paris, 2004 (Prix Super Vittorini)
- L'histoire incroyable d’un crâne, Édition du Seuil, Paris, 2007